# Siiasaar
Siiasaar est une île d'Estonie en mer Baltique.

## Géographie
Il s'agit d'une des bandes pierreuses suivant la péninsule de Sõrve. 